# Jesper Larsen
Jesper Alsing Larsen (Faaborg, 29 de octubre de 1972) es un deportista danés que compitió en bádminton, en la modalidad de dobles.
Ganó una medalla de oro en el Campeonato Europeo de Bádminton de 2000. Participó en los Juegos Olímpicos de Sídney 2000, ocupando el quinto lugar en la prueba de dobles.

## Palmarés internacional
| Campeonato Europeo | Campeonato Europeo    | Campeonato Europeo | Campeonato Europeo |
| Año                | Lugar                 | Medalla            | Prueba             |
| ------------------ | --------------------- | ------------------ | ------------------ |
| 2000               | Glasgow (Reino Unido) | Medalla de oro     | Dobles             |